# Qualifications à la Coupe d'Europe de baseball A 2014
Les Qualifications pour la Coupe d'Europe de baseball 2014 se déroulent en juin et septembre 2013 et rassemblent 21 équipes qui se disputent 4 places au barrage de montée en Coupe d'Europe face aux deux derniers de la Coupe d'Europe A 2013. 
Les quatre tours de qualification se déroulent à Anvers (Belgique), Athènes (Grèce), Karlovac (Croatie) et Sénart (France) du 17 au 22 juin 2013.
Les deux barrages de montée sont programmés en septembre.

## Format
Ce ne sont pas les clubs vainqueurs qui gagnent la participation en Coupe d'Europe mais leur nation. 
Les plateaux se déroulent au format round robin, les deux premiers jouant une finale pour gagner une place au barrage de montée. Les quatre vainqueurs retrouvent alors les deux derniers de la Coupe d'Europe 2013 et se disputent deux places dans le Groupe A dans deux poules de trois équipes. 

## Sites
| Poule 1 - Anvers | Poule 2 - Athènes | Poule 3 - Karlovac | Poule 4 - Sénart    |
| ---------------- | ----------------- | ------------------ | ------------------- |
|                  |                   |                    | Stade des Templiers |
| Capacité:        | Capacité:         | Capacité:          | Capacité:           |
|                  |                   |                    |                     |

## Poule 1 (Anvers)

### Équipes
- Atletico Alexandria
- Borgerhout Squirrels
- Brest Zubrs
- Diving Ducks
- NTNUI Trondheim

### Résultats
| 17 juin 2013 | Diving Ducks | 17 - 2 (6) Boxscore | Brest Zubrs | Anvers Affluence: 42 |

| 17 juin 2013 | NTNUI Trondheim | 0 - 32 (5) Boxscore | Borgerhout Squirrels | Anvers Affluence: 225 |

| 18 juin 2013 | Atletico Alexandria | 17 - 0 (5) Boxscore | NTNUI Trondheim | Anvers Affluence: 27 |

| 18 juin 2013 | Borgerhout Squirrels | 15 - 5 (7) Boxscore | Diving Ducks | Anvers Affluence: 275 |

| 19 juin 2013 | Atletico Alexandria | 4 - 3 Boxscore | Brest Zubrs | Anvers Affluence: 45 |

| 19 juin 2013 | Diving Ducks | 18 - 1 (5) Boxscore | NTNUI Trondheim | Anvers Affluence: 75 |

| 20 juin 2013 | NTNUI Trondheim | 0 - 20 (5) Boxscore | Brest Zubrs | Anvers Affluence: 30 |

| 20 juin 2013 | Borgerhout Squirrels | 10 - 0 (8) Boxscore | Atletico Alexandria | Anvers Affluence: 175 |

| 21 juin 2013 | Atletico Alexandria | 4 - 7 Boxscore | Diving Ducks | Anvers Affluence: 25 |

| 21 juin 2013 | Brest Zubrs | 2 - 12 (7) Boxscore | Borgerhout Squirrels | Anvers Affluence: 125 |

### Classement
| Pl. | Équipe               | J | V | D | %     |
| --- | -------------------- | - | - | - | ----- |
| 1   | Borgerhout Squirrels | 4 | 4 | 0 | 1.000 |
| 2   | Diving Ducks         | 4 | 3 | 1 | .750  |
| 3   | Atletico Alexandria  | 4 | 2 | 2 | .500  |
| 4   | Brest Zubrs          | 4 | 1 | 3 | .250  |
| 5   | NTNUI Trondheim      | 4 | 0 | 4 | .000  |

### Finale
| 22 juin 2013 | Borgerhout Squirrels | 8 - 5 Boxscore | Diving Ducks | Anvers Affluence: 225 |

## Poule 2 (Athènes)

### Équipes
- Athletic Sofia
- BC Beograd '96
- Espoo Expos
- KNTU Elizavetgrad
- SDUSHOR 42 Moscow
- Spartakos Glyfadas

### Résultats
| 17 juin 2013 | SDUSHOR 42 Moscow | 11 - 1 (8) Boxscore | BC Beograd '96 | Athènes Affluence: 10 |

| 17 juin 2013 | Athletic Sofia | 0 - 12 Boxscore | Espoo Expos | Athènes Affluence: 25 |

| 17 juin 2013 | KNTU Elizavetgrad | 16 - 1 (5) Boxscore | Spartakos Glyfadas | Athènes Affluence: 29 |

| 18 juin 2013 | BC Beograd '96 | 5 - 11 Boxscore | Athletic Sofia | Athènes Affluence: 10 |

| 18 juin 2013 | Espoo Expos | 0 - 14 (7) Boxscore | KNTU Elizavetgrad | Athènes Affluence: 40 |

| 18 juin 2013 | Spartakos Glyfadas | 1 - 16 (6) Boxscore | SDUSHOR 42 Moscow | Athènes Affluence: 39 |

| 19 juin 2013 | KNTU Elizavetgrad | 10 - 2 Boxscore | Athletic Sofia | Athènes Affluence: 11 |

| 19 juin 2013 | Espoo Expos | 3 - 16 (7) Boxscore | SDUSHOR 42 Moscow | Athènes Affluence: 23 |

| 19 juin 2013 | BC Beograd '96 | 10 - 5 Boxscore | Spartakos Glyfadas | Athènes Affluence: 40 |

| 20 juin 2013 | KNTU Elizavetgrad | 16 - 0 (5) Boxscore | SDUSHOR 42 Moscow | Athènes Affluence: 8 |

| 20 juin 2013 | Espoo Expos | 11 - 7 Boxscore | BC Beograd '96 | Athènes Affluence: 15 |

| 20 juin 2013 | Athletic Sofia | 4 - 0 Boxscore | Spartakos Glyfadas | Athènes Affluence: 25 |

| 21 juin 2013 | BC Beograd '96 | 2 - 15 (7) Boxscore | KNTU Elizavetgrad | Athènes Affluence: 9 |

| 21 juin 2013 | SDUSHOR 42 Moscow | 8 - 5 Boxscore | Athletic Sofia | Athènes Affluence: 14 |

| 21 juin 2013 | Spartakos Glyfadas | 0 - 14 (7) Boxscore | Espoo Expos | Athènes Affluence: 40 |

### Classement
| Pl. | Équipe             | J | V | D | %     |
| --- | ------------------ | - | - | - | ----- |
| 1   | KNTU Elizavetgrad  | 5 | 5 | 0 | 1.000 |
| 2   | SDUSHOR 42 Moscow  | 5 | 4 | 1 | .800  |
| 3   | Espoo Expos        | 5 | 3 | 2 | .600  |
| 4   | Athletic Sofia     | 5 | 2 | 3 | .400  |
| 5   | BC Beograd '96     | 5 | 1 | 4 | .200  |
| 6   | Spartakos Glyfadas | 5 | 0 | 5 | .000  |

### Finale
| 22 juin 2013 | KNTU Elizavetgrad | 4 - 2 Boxscore | SDUSHOR 42 Moscow | Athènes Affluence: 80 |

## Poule 3 (Karlovac)

### Équipes
- BK Angels Trnava
- BK Olimpija 83 Karlovac
- Buks Gepardy Zory
- Kaunas Lituanica
- North-Stars SDUSHOR

### Résultats
| 17 juin 2013 | North-Stars SDUSHOR | 9 - 1 Boxscore | BK Angels Trnava | Karlovac Affluence: 60 |

| 17 juin 2013 | Kaunas Lituanica | 0 - 16 (5) Boxscore | BK Olimpija 83 Karlovac | Karlovac Affluence: 168 |

| 18 juin 2013 | BK Angels Trnava | 10 - 7 Boxscore | Buks Gepardy Zory | Karlovac Affluence: 72 |

| 18 juin 2013 | BK Olimpija 83 Karlovac | 7 - 9 Boxscore | North-Stars SDUSHOR | Karlovac Affluence: 142 |

| 19 juin 2013 | Buks Gepardy Zory | 0 - 8 Boxscore | North-Stars SDUSHOR | Karlovac Affluence: 41 |

| 19 juin 2013 | BK Angels Trnava | 9 - 1 Boxscore | Kaunas Lituanica | Karlovac Affluence: 68 |

| 20 juin 2013 | Buks Gepardy Zory | 7 - 6 Boxscore | Kaunas Lituanica | Karlovac Affluence: 40 |

| 20 juin 2013 | BK Angels Trnava | 15 - 7 Boxscore | BK Olimpija 83 Karlovac | Karlovac Affluence: 101 |

| 21 juin 2013 | Kaunas Lituanica | 18 - 3 (5) Boxscore | North-Stars SDUSHOR | Karlovac Affluence: 58 |

| 21 juin 2013 | BK Olimpija 83 Karlovac | 7 - 8 Boxscore | Buks Gepardy Zory | Karlovac Affluence: 98 |

### Classement
| Pl. | Équipe                  | J | V | D | %    |
| --- | ----------------------- | - | - | - | ---- |
| 1   | BK Olimpija 83 Karlovac | 4 | 3 | 1 | .750 |
| 2   | North-Stars SDUSHOR     | 4 | 2 | 2 | .500 |
| 3   | BK Angels Trnava        | 4 | 2 | 2 | .500 |
| 4   | Buks Gepardy Zory       | 4 | 2 | 2 | .500 |
| 5   | Kaunas Lituanica        | 4 | 1 | 3 | .250 |

### Finale
| 22 juin 2013 | BK Olimpija 83 Karlovac | 0 - 3 Boxscore | North-Stars SDUSHOR | Karlovac Affluence: 123 |

## Poule 4 (Sénart)

### Équipes
- Nada SSM Split
- Sénart Templiers
- Therwil Flyers
- Vienna Wanderers
- White Sharks Almada

### Résultats
| 17 juin 2013 | Sénart Templiers | 9 - 2 Boxscore | Therwil Flyers | Sénart Affluence: 31 |

| 17 juin 2013 | White Sharks Almada | 7 - 8 (11) Boxscore | Nada SSM Split | Sénart Affluence: 34 |

| 18 juin 2013 | Therwil Flyers | 0 - 3 Boxscore | Vienna Wanderers | Sénart Affluence: 42 |

| 18 juin 2013 | Nada SSM Split | 5 - 7 Boxscore | Sénart Templiers | Sénart Affluence: 85 |

| 19 juin 2013 | Vienna Wanderers | 4 - 7 Boxscore | Sénart Templiers | Sénart Affluence: 83 |

| 19 juin 2013 | Therwil Flyers | 7 - 2 Boxscore | White Sharks Almada | Sénart Affluence: 38 |

| 20 juin 2013 | Therwil Flyers | 4 - 5 (11) Boxscore | Nada SSM Split | Sénart Affluence: 39 |

| 20 juin 2013 | Vienna Wanderers | 10 - 0 (7) Boxscore | White Sharks Almada | Sénart Affluence: 25 |

| 21 juin 2013 | Nada SSM Split | 8 - 3 Boxscore | Vienna Wanderers | Sénart Affluence: 10 |

| 21 juin 2013 | White Sharks Almada | 4 - 11 Boxscore | Sénart Templiers | Sénart Affluence: 167 |

### Classement
| Pl. | Équipe              | J | V | D | %     |
| --- | ------------------- | - | - | - | ----- |
| 1   | Sénart Templiers    | 4 | 4 | 0 | 1.000 |
| 2   | Vienna Wanderers    | 4 | 3 | 1 | .750  |
| 3   | Nada SSM Split      | 4 | 2 | 2 | .500  |
| 4   | Therwil Flyers      | 4 | 1 | 3 | .250  |
| 5   | White Sharks Almada | 4 | 0 | 4 | .000  |

### Finale
| 22 juin 2013 | Sénart Templiers | 7 - 2 Boxscore | Vienna Wanderers | Sénart Affluence: 259 |